# Crosbylonia
Crosbylonia borealis és una espècie d'aranya araneomorfa de la subfamilia Erigoninae, dins de la família Linyphiidae.
Fou descrit per primera vegada per Kiril Ieskov l'any 1988,
És l'únic membre del gènere monotípic Crosbylonia.

## Distribució
És un endemisme de la Rússia asiàtica.